# Mondrowe
Mondrowe is een bestuurslaag in het regentschap Nias Selatan van de provincie Noord-Sumatra, Indonesië. Mondrowe telt 448 inwoners (volkstelling 2010).